# Carlo Redaelli
Carlo Redaelli (Bernareggio, 27 aprile 1924 – ...) è stato un calciatore italiano, di ruolo attaccante.

## Carriera
Nella stagione 1945-1946 ha giocato in Serie C con l'Audace Osnago. Passa poi all'Anconitana, con cui nella stagione 1946-1947 segna 6 reti in 24 presenze nel campionato di Serie B; viene riconfermato anche per la stagione 1947-1948, durante la quale mette a segno 4 reti in altre 20 presenze nella serie cadetta.
Nella stagione 1950-1951 gioca in Serie C con il Lecco, mentre nella stagione 1951-1952 gioca in Promozione con il Merate, società con la quale nella stagione 1952-1953 gioca invece in IV Serie.